# Bạc Liêu (Stadt)
Bạc Liêu ist eine Stadt in der Provinz Bạc Liêu in Vietnam. Sie ist Teil des Mekongdelta in Südvietnam. Beim Zensus 2009 lag die Einwohnerzahl der Kernstadt bei 109.529 (Zensus 1999: 109.529). Die bezirksfreie Stadt Bạc Liêu hatte 2009 eine Einwohnerzahl von 147.855. Die Stadt bildet die Hauptstadt der Provinz Bạc Liêu. Die Stadt hat seit 2010 das Stadtrecht und besitzt den Status einer Provinzstadt der 3. Klasse.
Der frühere Name der Stadt ist Vĩnh Lợi.

## Geschichte
Der Name Bạc Liêu basiert auf der chinesischen Aussprache eines Khmer-Namens (Pol Leav ពល ពល in Khmer). In den 1950er Jahren war das Gebiet ein Zentrum der Hòa-Hảo-Religion.

## Galerie

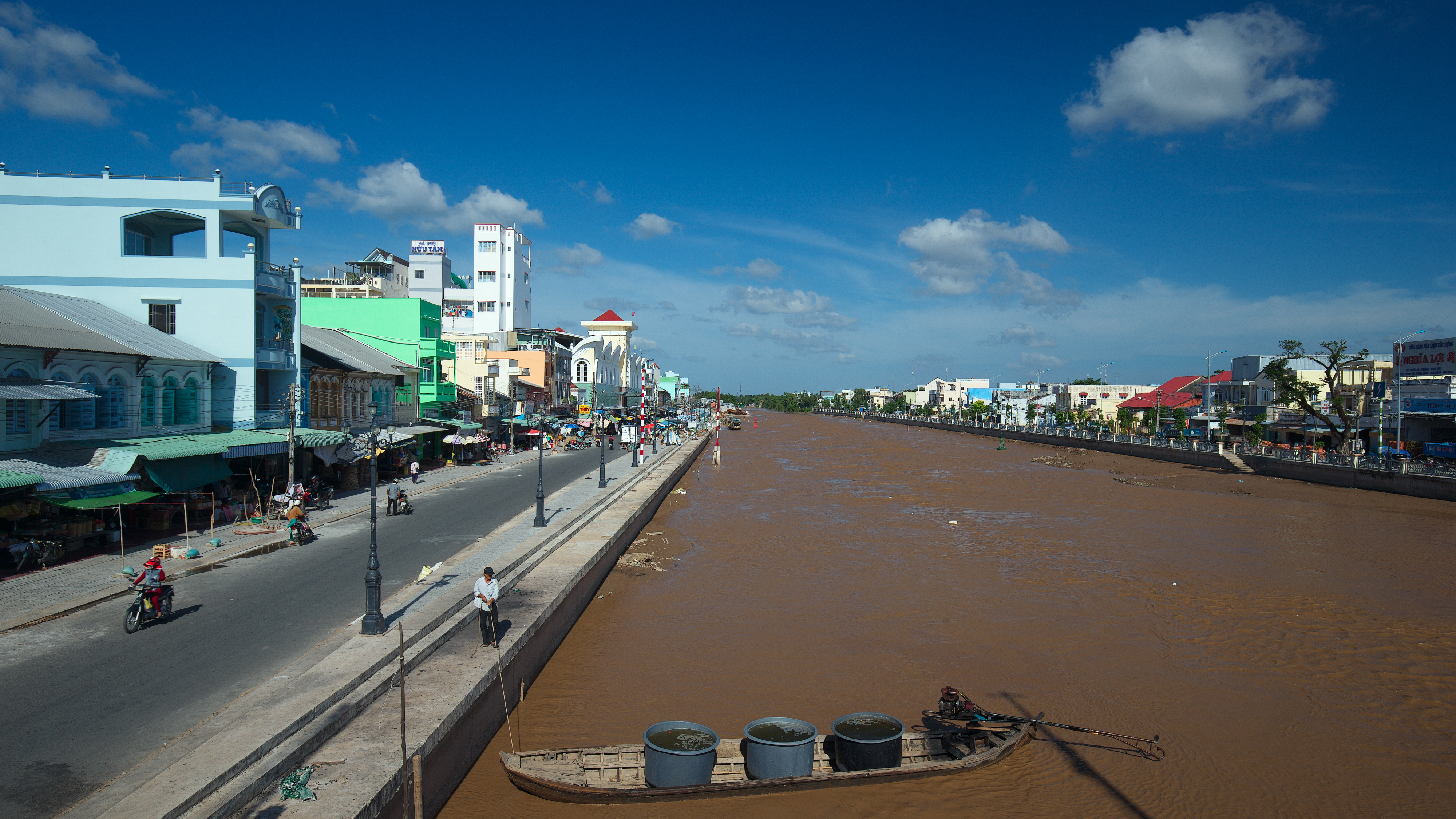
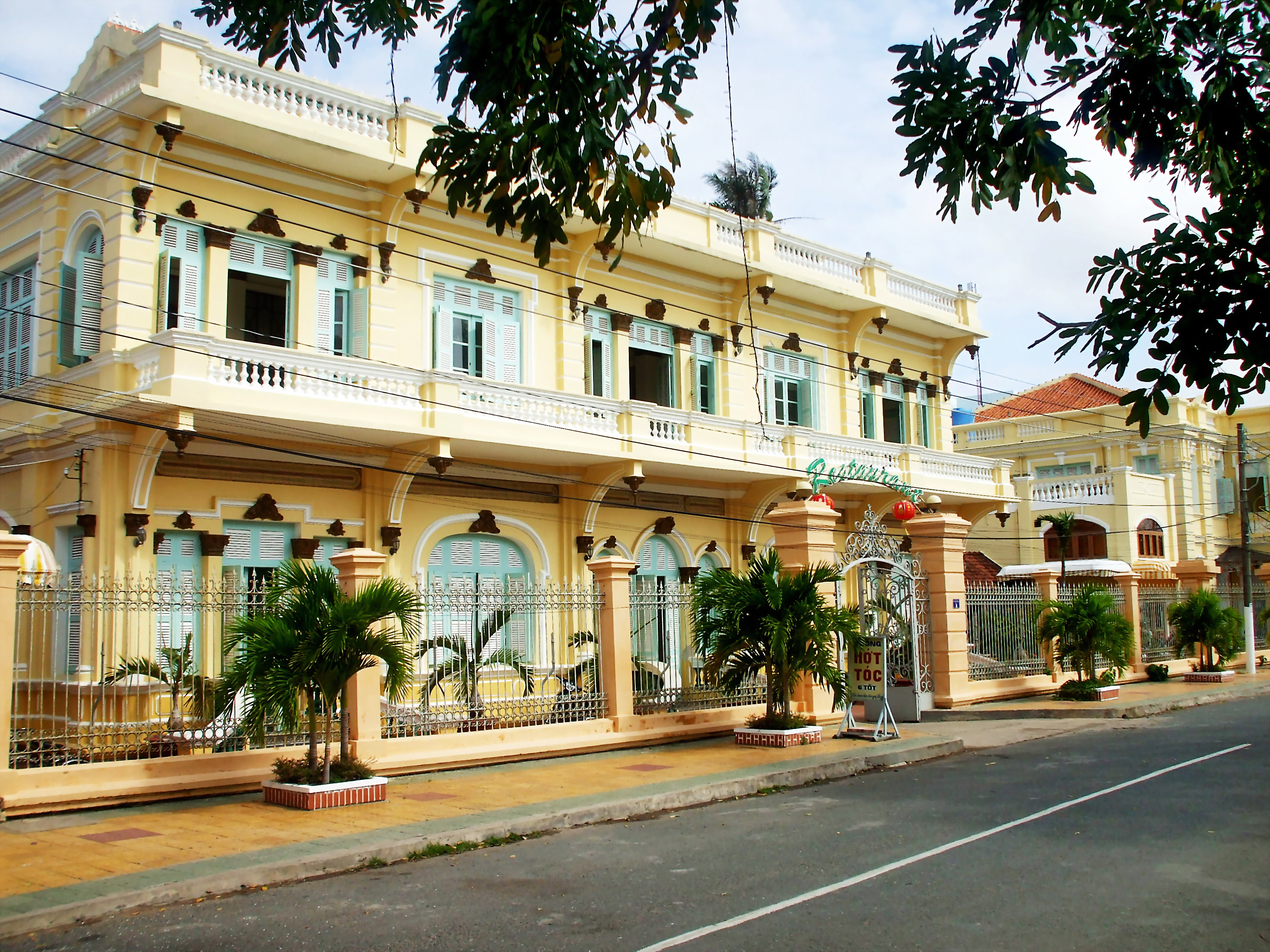
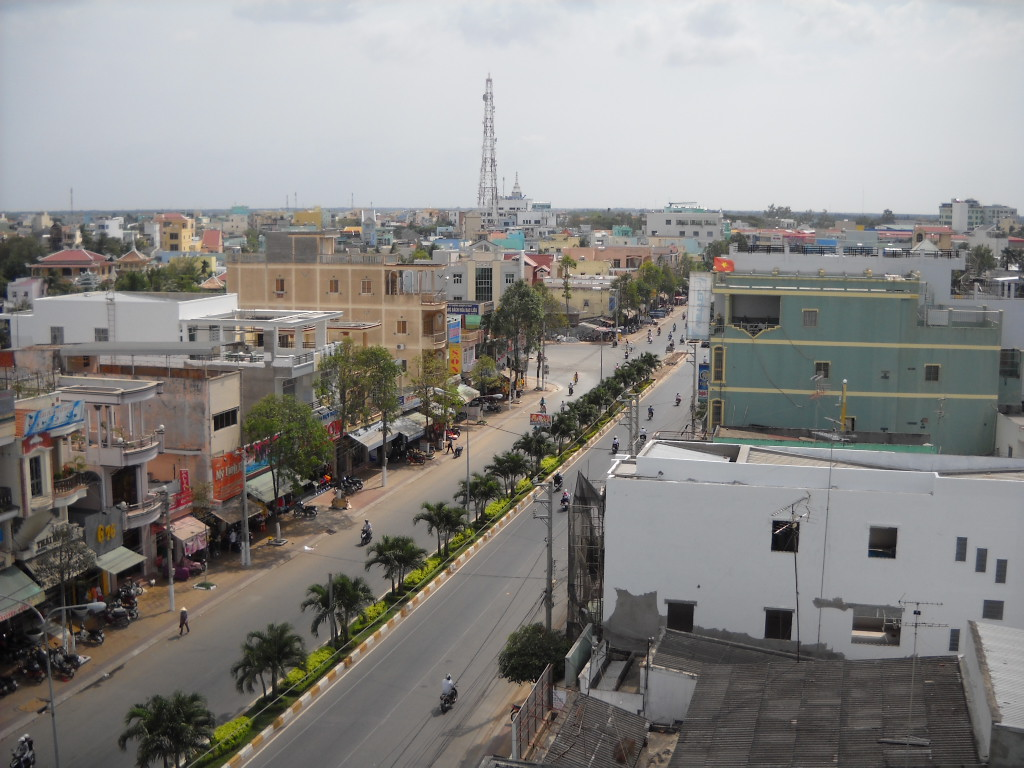
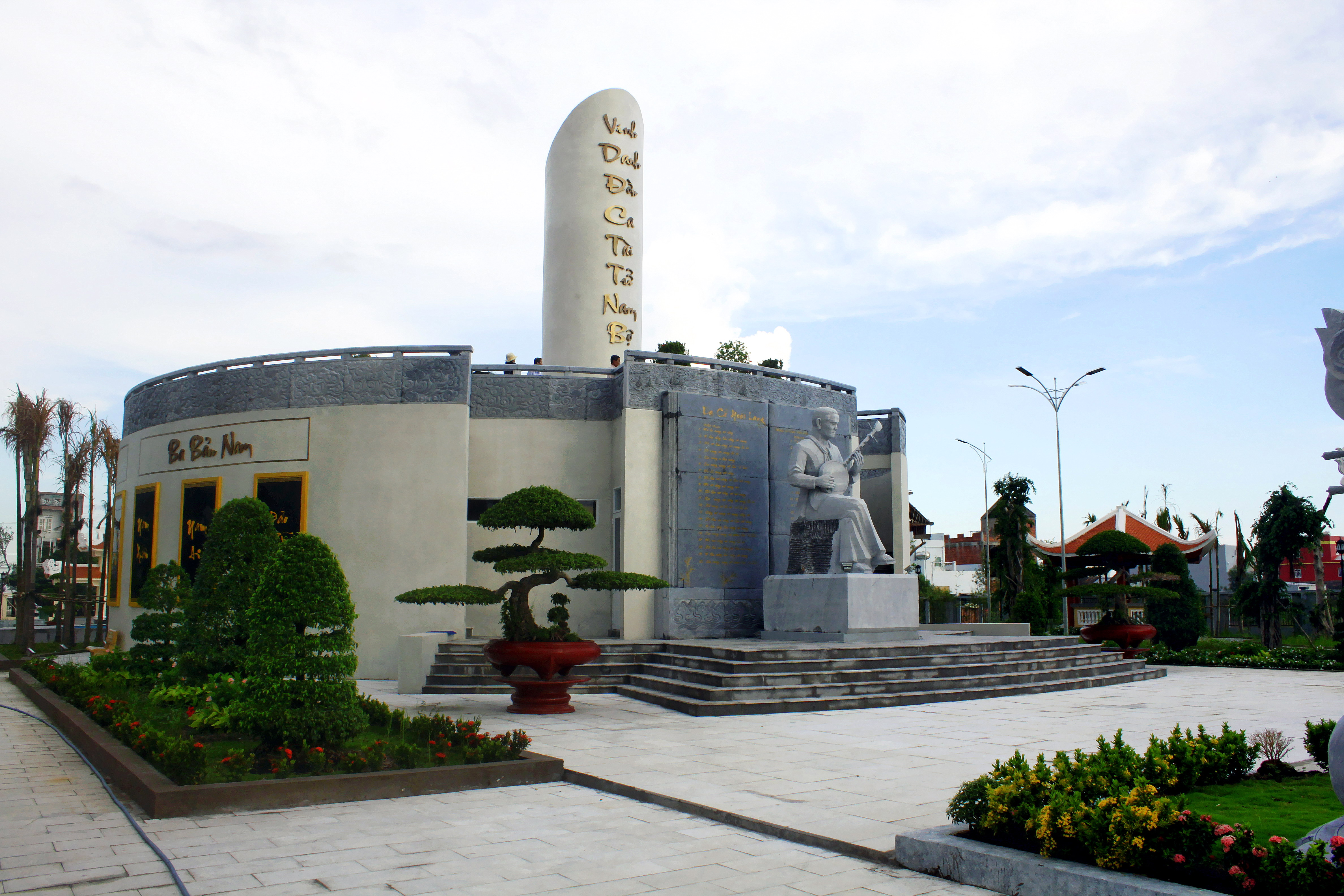
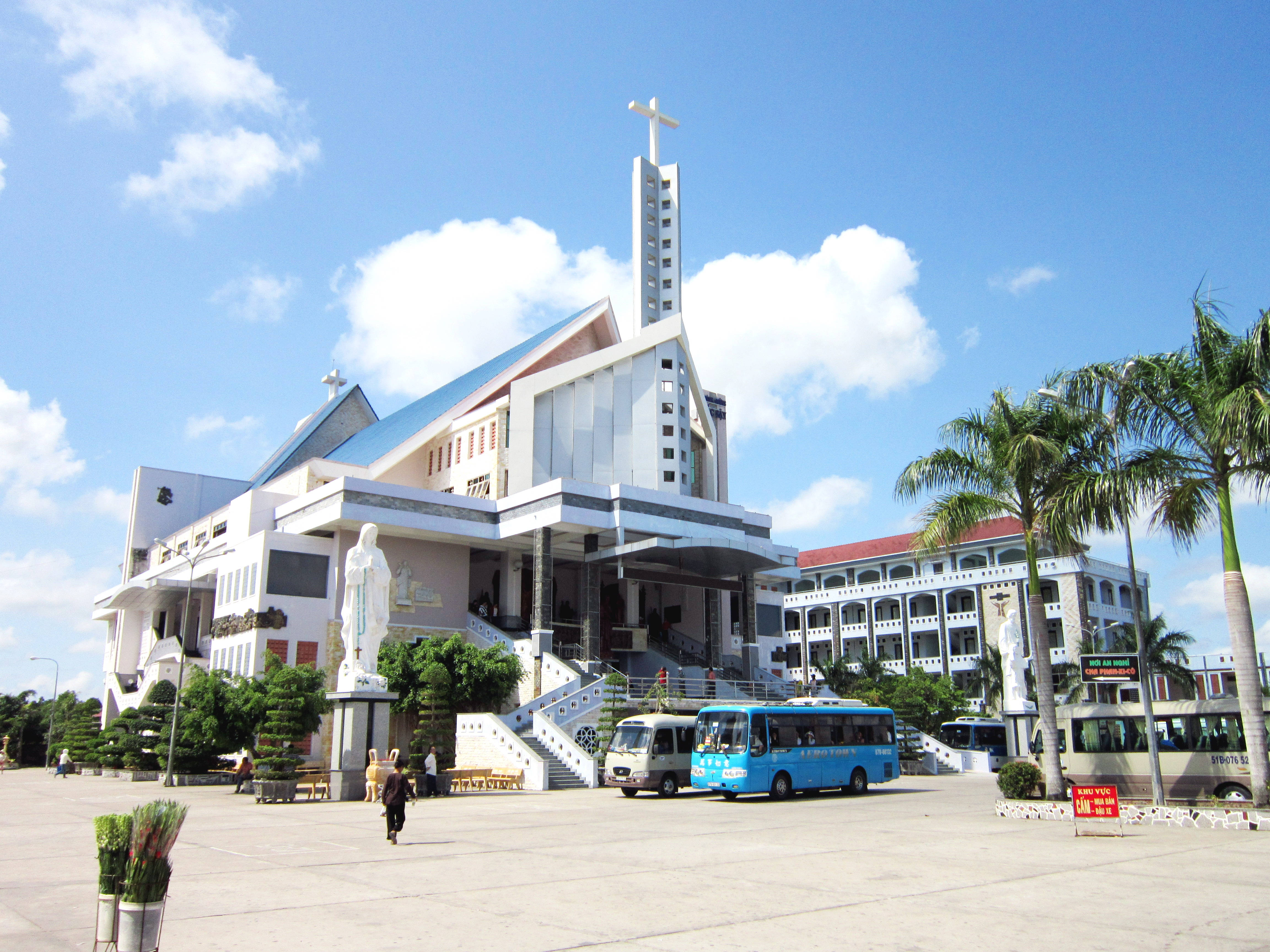
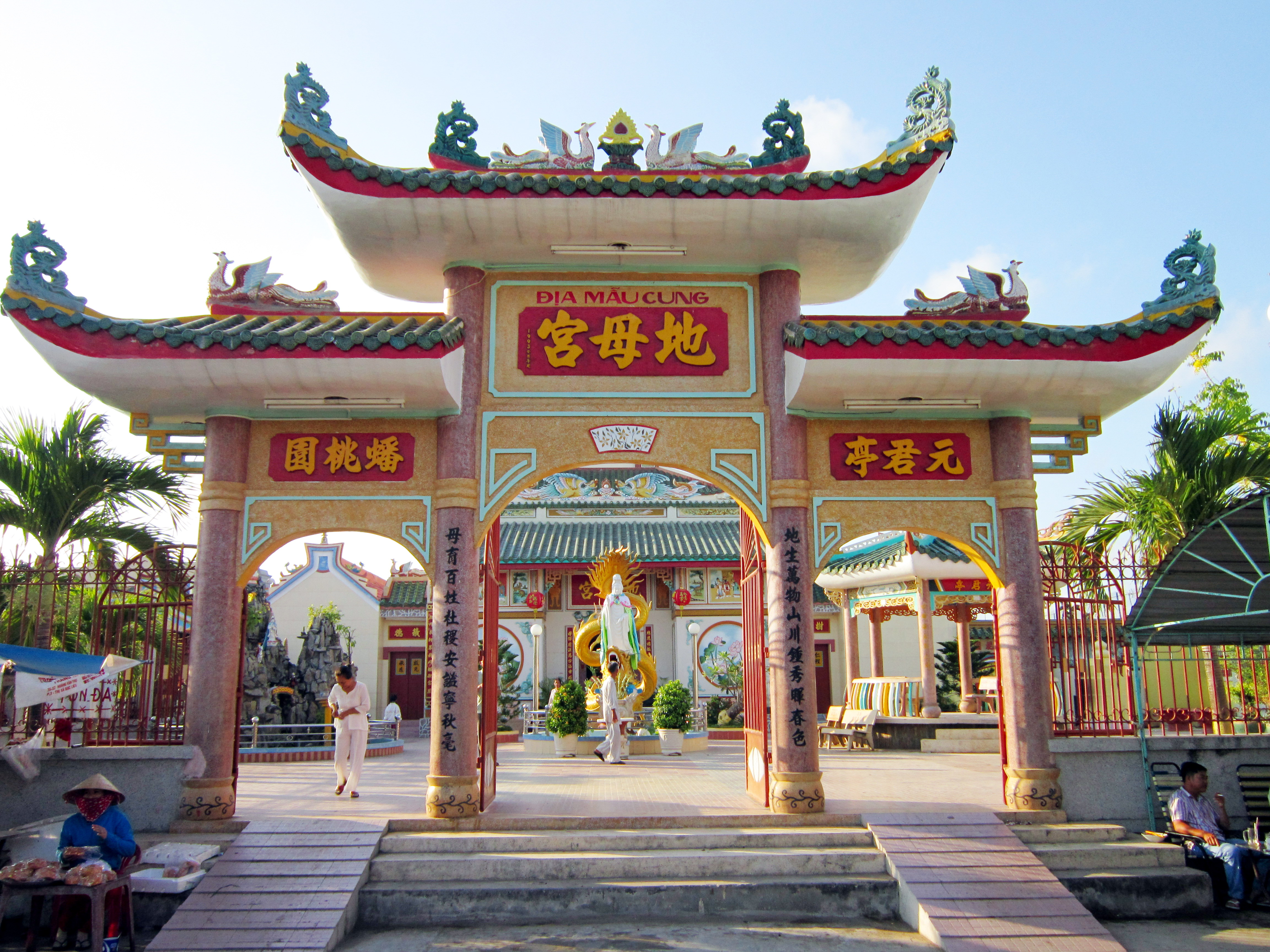